# Тимонино (городской округ Клин)
Тимонино — деревня в Клинском районе Московской области, в составе Городского поселения Высоковск. Население — 36 чел. (2010). 

## География
Деревня расположена в центральной части района, в 1 км от северо-восточной окраины города Высоковск, на правом берегу реки Вяз (правый приток реки Ямуга, высота центра над уровнем моря 172 м. Ближайшие населённые пункты — примыкающее на юге Дмитроково и Косово с Полушкино на противоположном берегу реки. У южной окраины Тимонино проходит региональная автодорога 46К-0280 (автотрасса М10 «Россия» — Высоковск).

## История
До 2006 года Бекетово входило в состав Шипулинского сельского округа.

## Население
| 2002 | 2006 | 2010 |
| ---- | ---- | ---- |
| 19   | →19  | ↗36  |

## Известные уроженцы, жители
- Королёва, Вера Николаевна (род. 1914) — Герой Социалистического Труда.

## Инфраструктура
Личное подсобное хозяйство с зоной сельскохозяйственного использования, индивидуальная застройка усадебного типа.

## Транспорт
Автобусное сообщение.  Остановка общественного транспорта «Тимонино».